# Rudolf Gundersen
Rudolf Gundersen (ur. 6 grudnia 1879 w Brinken – zm. 21 sierpnia 1946 tamże) – norweski łyżwiarz szybki, trzykrotny mistrz Europy.

## Kariera
Pierwszy sukces w karierze Rudolf Gundersen osiągnął w 1901 roku, kiedy zwyciężył podczas mistrzostw Europy w Trondheim. Wygrał tam biegi na 5000 i 10 000 m, a w biegach na 500 i 1500 m zajmował drugie miejsce. Na rozgrywanych rok później mistrzostwach Europy w Davos był drugi, przegrywając walkę o złoto ze swym rodakiem, Johanem Schwartzem. Nie otrzymał medalu, bowiem według obowiązujących wtedy reguł przyznawano go tylko zwycięzcy. Po kolejne złoto sięgnął na mistrzostwach Europy w Davos w 1904 roku, wygrywając na wszystkich dystansach. Był też najlepszy podczas mistrzostw Europy w Davos w 1906 roku, zwyciężając w biegach na 500, 1500 i 5000 m, a na 10 000 m był drugi. Wielokrotnie plasował się w pierwszej trójce podczas mistrzostw świata, w tym osiągając najlepszy wynik na wielobojowych mistrzostwach świata w Helsinkach w 1902 roku. Nie otrzymał wtedy złotego medalu, bowiem zgodnie z zasadami musiał zwyciężyć w trzech z czterech biegów. Gundersen był najlepszy na 500 i 1500 m, jednak nie odniósł trzeciego zwycięstwa, zajmując trzecie miejsce na 5000 m i piąte na 10 000 m. Sześciokrotnie zdobywał medale mistrzostw Norwegii w wieloboju, w tym złote w latach 1901, 1902 i 1905 oraz srebrne w latach 1899, 1900 i 1903.
W 1906 roku ustanowił rekord świata na 500 m.